# Lưu Gia (Lương vương)
Lưu Gia (chữ Hán: 刘嘉, ? - 24 TCN), tức Lương Hoang vương (梁荒王), là vương chư hầu thứ mười một của nước Lương, chư hầu nhà Hán trong lịch sử Trung Quốc.
Lưu Gia là con trai của Lương Di vương Lưu Toại, chư hầu vương thứ 10 của nước Lương. Hán thư không ghi rõ ông chào đời vào năm nào.
Năm 39 TCN, Lưu Toại qua đời, được truy tôn là Lương Di vương. Lưu Gia lên nối tước vương ở nước Lương.
Hán thư không cho biết gì về những việc làm của Lưu Vô Thương lúc sinh tiền cũng như lúc làm Lương vương.
Năm 24 TCN, Lưu Gia qua đời, làm vương 15 năm, thụy là Lương Hoang vương. Thái tử Lưu Lập lên kế tập tước Lương vương.